# رادار تبریز
رادار تبریز یکی از مناطق نظامی استان آذربایجان شرقی است که در بخش خسروشهر شهرستان تبریز و در نزدیکی سردرود واقع شده‌است.

## نام
به دلیل وجود رادار پدافند در دوران حکومت پهلوی این نام با فراز این منطقه نامیده شد.
گفتنی است که امروزه نیز این منطقه با نام منطقهٔ پدافند هوایی شمالغرب شناخته می‌شود که شامل مراکز نظامی و خانه‌های سازمانی پرسنل می‌باشد.

## موقعیت نظامی
این منطقهٔ کلیدی و حساس، وظیفهٔ حفاظت از شمالغرب کشور (منطقه آذربایجان) به ویژه شهر تبریز و مناطق استراتژیک آن از جمله پتروشیمی، پالایشگاه و نیروگاه برق و صیانت هوایی از منطقهٔ شمالغرب کشور را بر عهده دارد.

## جمعیت
جمعیت این منطقه طبق سرشماری عمومی نفوس و مسکن در سال ۱۳۸۵ خورشیدی، ۱٬۱۸۹ نفر برآورد شده‌است.